# Crême caramel
Creme caramel is het honderddertigste stripverhaal uit de reeks van Suske en Wiske. 
Het verhaal werd oorspronkelijk in 1978 uitgegeven. Het is nooit uitgekomen als op zichzelf staand album in de reguliere Vierkleurenreeks. Het verscheen in 2024 in de spin-offreeks Suske en Wiske in het kort.

## Locaties
- huis van tante Sidonia

## Personages
- Suske, Wiske, tante Sidonia

## Het verhaal

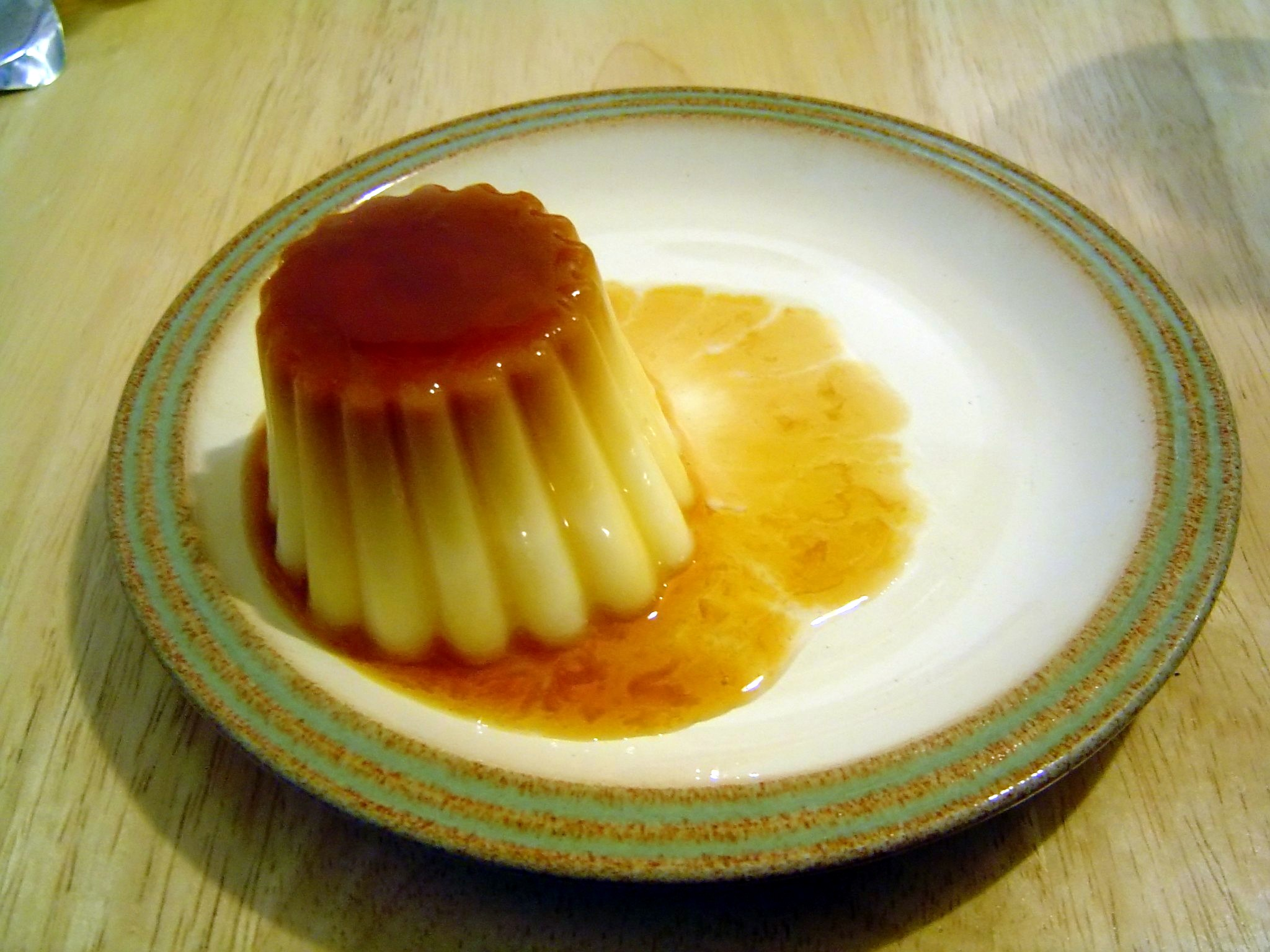
Creme caramel

Suske en Wiske willen creme caramel maken en tante Sidonia laat de kinderen alleen in de keuken. Suske giet per ongeluk de creme in de erwtensoep en vraagt zich af of hij nu een voorgerecht of nagerecht heeft gemaakt.